# Gdyńskie Muzeum Motoryzacji
Gdyńskie Muzeum Motoryzacji – muzeum w Gdyni-Cisowie, będące prywatną inicjatywą właściciela i mające na celu gromadzenie i ekspozycję zabytkowych samochodów i motocykli. Muzeum czynne jest od poniedziałku do soboty w godz. 9.00–17.00. Przez trzy lata istnienia muzeum odwiedziły 32 tys. zwiedzających.
Hala ekspozycyjna muzeum (której konstrukcja znajdowała się pierwotnie na terenie portu Gdynia) jest stylizowana na brukowaną uliczkę z lat 20. XX wieku. Sam bruk jest przy tym oryginalny i pochodzi z ul. Starowiejskiej w Gdyni, podobnie jak cegła pochodząca z ul. Ogarnej w Gdańsku. Kolekcję tworzy obecnie dwieście odrestaurowanych z dbałością o najdrobniejszy szczegół pojazdów: niemal 50 zabytkowych samochodów i około 150 motocykli. Wśród eksponatów są m.in. auta marki Mercedes, Ford i Fiat. Obejrzeć można również motocykle z Anglii, Belgii, Francji, Stanów Zjednoczonych, a także polskie Sokoły. Jest też liczna kolekcja niemieckich jednośladów cywilnych z lat 30.

## Ekspozycja stała
Większość eksponatów w muzeum została wyprodukowana przed 1945 r., mimo to nie brakuje tu również akcentów z lat PRL-u, jak na przykład kultowego skutera OSA czy Skody Tudor rocznik 1948 – niezwykle popularnego w powojennej Polsce auta, używanego przeważnie jako karetka pogotowia lub pojazd służb i urzędów. Najstarszy eksponowany samochód to Raleigh z 1918 r. Jednym z najciekawszych zabytków, pamiętającym powstanie Gdyni, jest Buick Master Six z 1925 r. z oryginalnym czarnym lakierem, tapicerką i amerykańskim powietrzem w oponach. Zobaczyć tu można także Renault NN oraz Forda T z 1926 r. Ciekawie prezentuje się kolekcja odrestaurowanych mercedesów z lat 30. (model 170V), jak również Mercedes Stuttgart z 1926 r.
Prezentowane są także motocykle:
- Zundapp KS 500, KS 600 oraz K 800
- Indian 341 (USA)
- Harley-Davidson WL z 1941
- BMW z lat 30. XX w.
- Royal Enfield z lat 30. XX w. (Wielka Brytania)
- Sokół 1000